# Real Cycling Team
Real Cycling Team (código UCI: RCT), fue un equipo ciclista brasileño de categoría Continental.

## Historia

### Era Amateur
El equipo nació como amateur en 2005, con el apoyo de la empresa Real Alimentos, más conocida como Padaria Real (panadería Real). En esos inicios el equipo apuntó a ciclistas de categorías juniors, sénior y máster, dejando de lado la categoría élite.
En 2007, el municipio de la ciudad de Sorocaba (San Pablo), entra como patrocinador del equipo y dos años más tarde se lanzó el equipo élite. Ese año (2009), en el debut del equipo élite, obtuvo el primer lugar de la clasificación de la montaña en la Vuelta al Estado de San Pablo a través de Ricardo Ortiz.
Padaria Real fue el principal nombre del equipo, siendo a veces acompañado por Céu Azul Alimentos, Caloi, así como Sorocaba.
En 2010, terminó el año primero en el ranking individual brasileño y en 2.º lugar por equipos.
En 2011, el argentino Edgardo Simón llegó al equipo para cumplir 2 funciones, director y ciclista del equipo. Esa temporada logró el título más importante hasta el momento, al consagrarse José Eriberto Rodrígues campeón del Tour do Brasil/Volta do Estado de São Paulo, Rodrígues además terminó el año como campeón del ranking de Brasil.

### 2012: Pasaje a profesional y desaparición
En 2012 el equipo pasó a ser profesional al registrarse en la Unión Ciclista Internacional con licencia Continental (última categoría del profesionalismo).
Esa temporada, Eriberto Rodrígues ganó el Tour de Brasil/Vuelta de San Pablo, Francisco Chamorro la Copa América de Ciclismo y Kleber Ramos el Tour de Río además de etapas en Rutas de América y la Vuelta del Uruguay. Estos triunfos lo llevaron a ser el equipo campeón del UCI America Tour 2011-2012. A pesar de la buena actuación del primer año, la Asociación Bike Brasil gestora del equipo no encontró el patrocinio suficiente para mantenerlo y asegurar los contratos de los ciclistas en 2013, cesando la actividad a principios de noviembre.

## Clasificaciones UCI
En su primera y única participación en el UCI America Tour como equipo profesional, se coronó campeón del UCI America Tour 2011-2012, superando por solo 1 punto al Funvic-Pindamonhangaba. A nivel individual el mejor corredor en el UCI America Tour fue su director/ciclista Edgardo Simón que finalizó en la 5.ª posición.
| Temporada | Clasificación por equipos | Mejor corredor | Posición |
| 2011-2012 | 1.º                       | Edgardo Simón  | 5.º      |

## Palmarés

### Palmarés 2012

#### Circuitos Continentales UCI
| Fechas        | Circuito                   | Carreras                                                    | Ganador            |
| 8 de enero    | UCI America Tour 2011-2012 | Copa América de Ciclismo                                    | Francisco Chamorro |
| 23 de febrero | UCI America Tour 2011-2012 | 3.ª etapa de Rutas de América                               | Francisco Chamorro |
| 24 de febrero | UCI America Tour 2011-2012 | 4.ªa etapa de Rutas de América                              | Francisco Chamorro |
| 25 de febrero | UCI America Tour 2011-2012 | 5.ª etapa de Rutas de América                               | Kleber Ramos       |
| 31 de marzo   | UCI America Tour 2011-2012 | 2.ª etapa de la Vuelta del Uruguay                          | Edgardo Simón      |
| 29 de agosto  | UCI America Tour 2011-2012 | 1.ª etapa del Tour de Río                                   | Edgardo Simón      |
| 30 de agosto  | UCI America Tour 2011-2012 | 2.ª etapa del Tour de Río                                   | Edgardo Simón      |
| 31 de agosto  | UCI America Tour 2011-2012 | 3.ª etapa del Tour de Río                                   | Kleber Ramos       |
| 14 de octubre | UCI America Tour 2012-2013 | 1.ª etapa del Tour de Brasil/Vuelta del Estado de San Pablo | Francisco Chamorro |
| 17 de octubre | UCI America Tour 2012-2013 | 4.ª etapa del Tour de Brasil/Vuelta del Estado de San Pablo | Edgardo Simón      |
| 20 de octubre | UCI America Tour 2012-2013 | 7.ª etapa del Tour de Brasil/Vuelta del Estado de San Pablo | Alex Diniz         |
| 21 de octubre | UCI America Tour 2012-2013 | 8.ª etapa del Tour de Brasil/Vuelta del Estado de San Pablo | Francisco Chamorro |

#### Campeonatos nacionales
| Fechas      | Carreras                                      | Ganador           |
| 23 de junio | Campeonato de Brasil de Ciclismo Contrarreloj | Luis Amorim (CRI) |

## Plantilla

### Plantilla 2012
| Nombre                  | Nacimiento | Nacionalidad | Equipo 2011                   |
| Luis Amorim             | 27/08/1977 | Brasil       | Scott-Marcondes César (2010)  |
| Felipe Annunciato       | 30/07/1990 | Brasil       | Neoprofesional                |
| Jadson Araújo           | 03/02/1992 | Brasil       | Neoprofesional                |
| Francisco Chamorro      | 07/08/1981 | Argentina    | Scott-Marcondes César (2010)  |
| Kléber Ramos            | 24/08/1985 | Brasil       | Funvic-Pindamonhangaba (2010) |
| Alex Diniz              | 20/10/1985 | Brasil       | Scott-Marcondes César (2008)  |
| Guilherme Issano        | 13/01/1992 | Brasil       | Neoprofesional                |
| Hugo Kazumi             | 08/12/1992 | Brasil       | Neoprofesional                |
| Adriano Martins         | 27/01/1980 | Brasil       | Neoprofesional                |
| Marcelo Moser           | 01/09/1977 | Brasil       | Funvic-Pindamonhangaba (2010) |
| Walter Ribeiro          | 24/04/1984 | Brasil       | Neoprofesional                |
| José Eriberto Rodrígues | 15/04/1984 | Brasil       | Funvic-Pindamonhangaba (2010) |
| Edgardo Simón           | 16/12/1974 | Argentina    | Funvic-Pindamonhangaba (2010) |
| Matheus Uebelharte      | 24/10/1993 | Brasil       | Neoprofesional                |